# Massena's trogon
De Massena's trogon (Trogon massena) is een vogel uit Midden-Amerika die behoort tot de familie van de trogons. Deze vogel is genoemd naar de Franse amateur-ornitholoog François Victor Masséna.

## Uiterlijk
De massena's trogon is een kleurrijke vogel behorende tot de trogon-familie. Zowel het mannetje als het vrouwtje van de massena trogon hebben een opvallende rode buik. Het vrouwtje heeft boven de rode buik een grijze band over de borst en gaat daarna over in een doffe, donkergroene kop. Bij het mannetje ontbreekt de grijze band en zijn de veren van zijn kop veel groener van kleur. Het mannetje heeft een feloranje snavel, terwijl het vrouwtje een wat doffere snavel heeft. Rondom het oog hebben ze een dunne oranje rand.
De staart van de trogon is grijs met licht grijze randen. De rug van het vrouwtje is grijs van kleur. Bij het mannetje is de rug groen.

## Gedrag
Het voedsel van de massena's trogon bestaat uit verschillende soorten fruit. Ook insecten zoals rupsen, mieren en torren staat op het menu evenals kleine kikkers en hagedisjes.
Meestal zit de trogon hoog in de bomen rond te kijken voor voedsel en is hij niet hoorbaar. Net zoals de meeste trogon-soorten is ook de massena trogon niet erg muzikaal. Laat hij zich horen dan is een schelle uk uk uk hoorbaar.

## Voortplanting
Deze trogon bouwt zijn nest in verlaten boomholtes of termietennesten op een hoogte van 3 tot 15 meter boven de grond. Gemiddeld legt het vrouwtje zo'n drie lichtblauwe eieren die na ongeveer 18 dagen uitkomen.
Zowel het mannetje als het vrouwtje broeden de eieren uit en verzorgen de jongen. Na ongeveer een maand verlaten de jongen het nest.

## Leefgebied
De massena's trogon leeft voornamelijk in de lager gelegen wouden tot een hoogte van ongeveer 1500m. Hij komt voor van Zuidoost-Mexico tot Colombia en het uiterste noordwesten van Ecuador en telt drie ondersoorten:
- T. m. massena: van zuidoostelijk Mexico tot Nicaragua.
- T. m. hoffmanni: Costa Rica en Panama.
- T. m. australis: westelijk Colombia en noordwestelijk Ecuador.

De vogel houdt zich vaak op in de toppen van de bomen maar komt vaker naar lager gelegen takken dan bijvoorbeeld de quetzal.

## Afbeeldingen

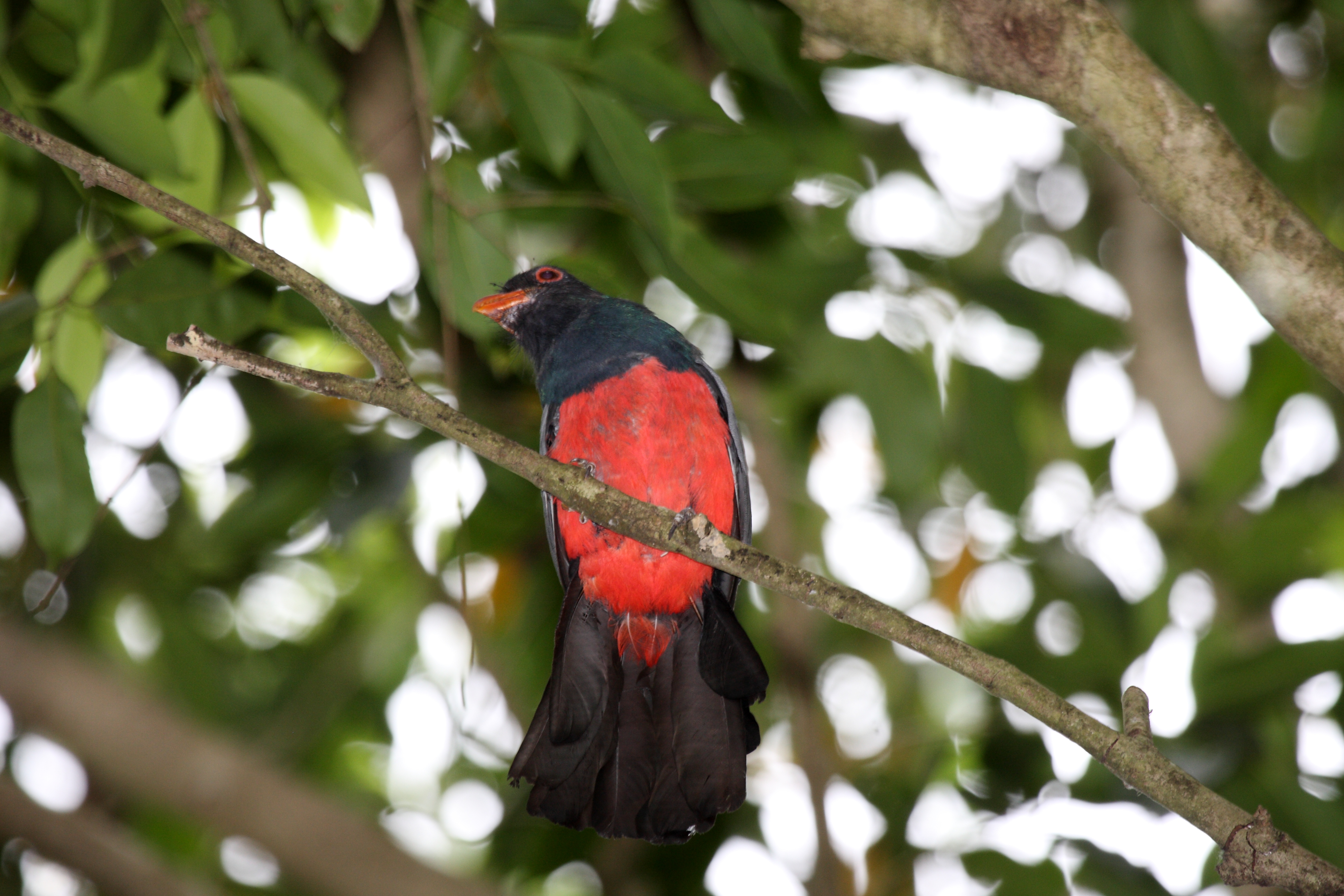
Massena's trogon in Panama.
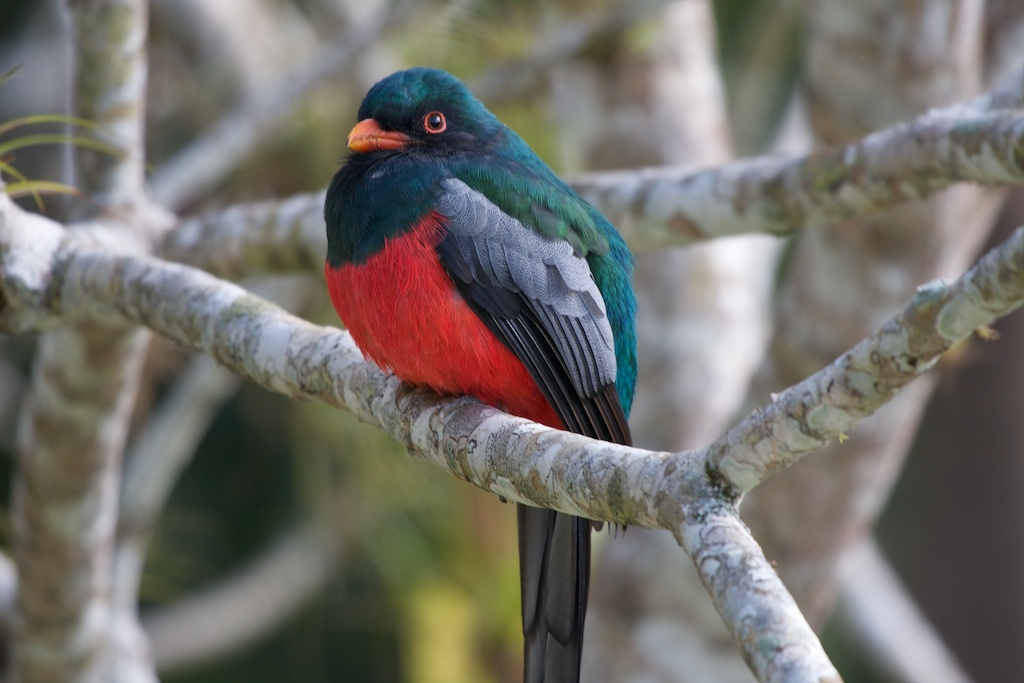
Massena's trogon in Belize.
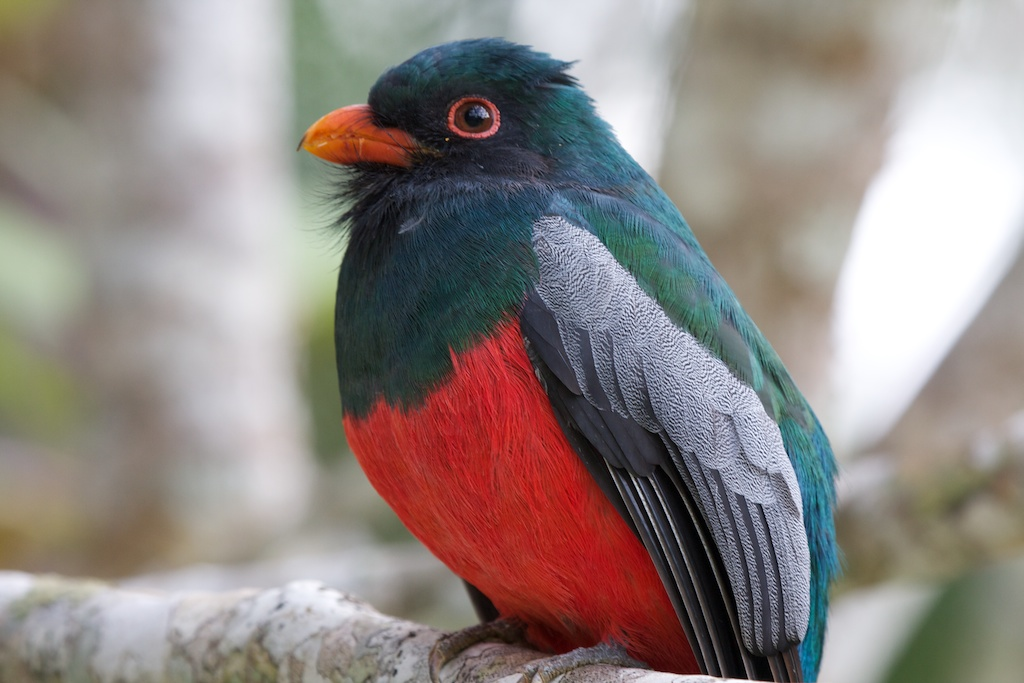
Close up van de Massena's trogon
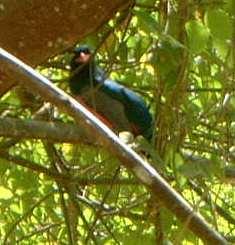
Massena trogon in Costa Rica